# Benegiles
Benegiles település Spanyolországban,  Zamora tartományban. Benegiles Molacillos, Torres del Carrizal, Aspariegos, Villalube és Gallegos del Pan községekkel határos. Lakosainak száma 268 fő (2024).

## Népesség
A település lakosságának változását az alábbi diagram mutatja:
| Lakosok száma | 405  | 399  | 384  | 393  | 368  | 348  | 327  | 305  | 294  | 268  |
|               | 2001 | 2004 | 2007 | 2009 | 2012 | 2014 | 2017 | 2019 | 2022 | 2024 |